# Silk Way Airlines
Silk Way Airlines — азербайджанская грузовая авиакомпания, базирующаяся на территории Международного Аэропорта имени Гейдара Алиева в Баку, Азербайджан.

## История
Сертифицирована Гражданской Авиационной Властью Азербайджанской Республики 9 октября 2001 года. Начав свою деятельность с двумя рамповыми грузовыми самолётами советского производства (одним Ан-12 и одним Ил-76), на сегодняшний день авиакомпания эксплуатирует десять самолётов Ил-76, два из которых — Ил-76ТД-90 нового поколения, соответствующие требованиям Главы 3 стандартов ИКАО по шумам на местности, три самолёта Ан-12. Также владеет 5 самолётами типа Boeing 747-8F и шестью самолётами типа Boeing 747-400F, которые эксплуатируются дочерней авиакомпанией — Silk Way West Airlines.
В 2019г. авиакомпания была реорганизована, и разделена на три компании: Silk Way Airlines, Silk Way West Airlines, Silk Way Technics.

## Маршрутная сеть

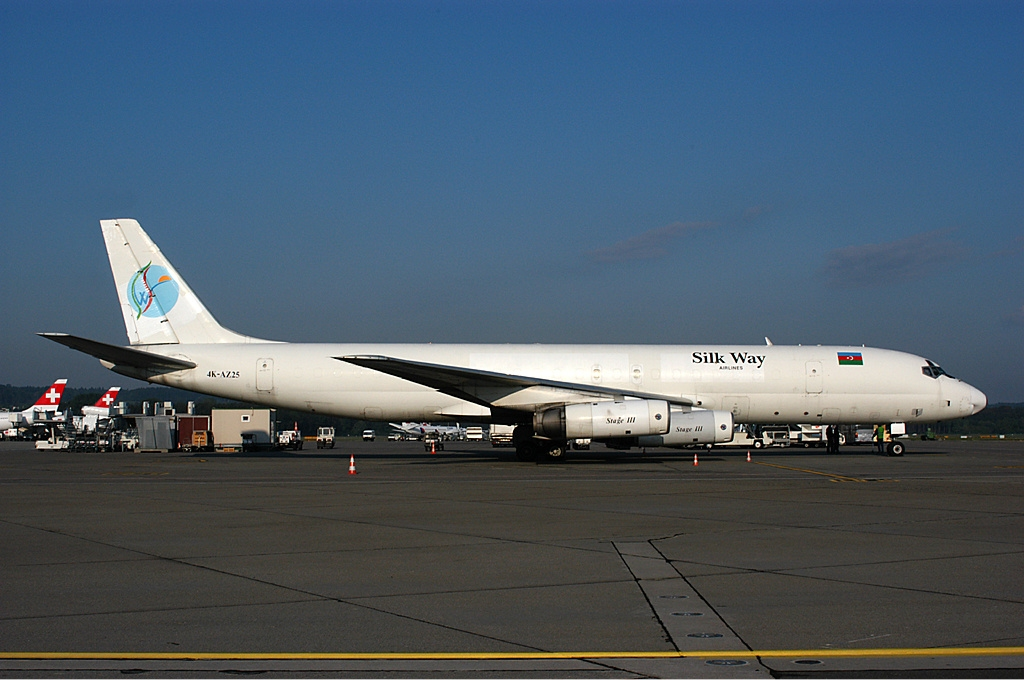
Douglas DC-8 в аэропорту Цюриха в 2003 году.

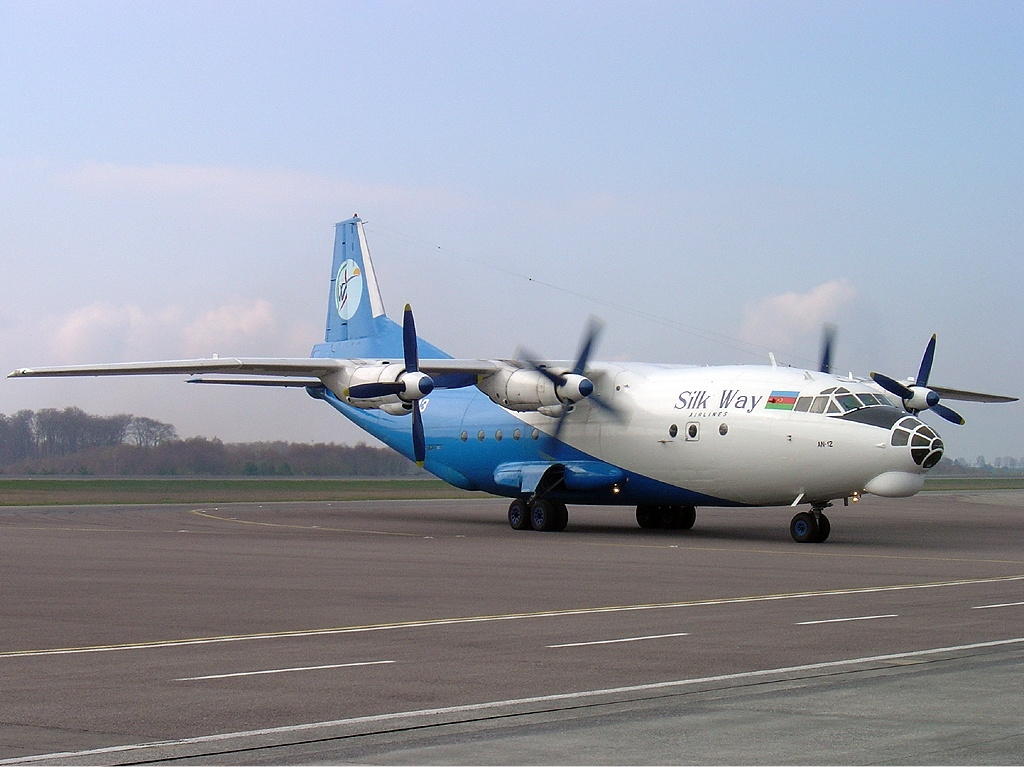
Ан-12БК в Люксембурге в 2004 году.

Авиакомпания создала обширную сеть маршрутов в крупные нефтяные города в регионе, выполняя регулярные грузовые полеты в Актау и Атырау в Западном Казахстане, Бишкек, Тбилиси и другие крупные аэропорты назначения нефтяного бизнеса. Авиакомпания Silk Way занимает доминирующее положение воздушного транспорта в Каспийском регионе.
На октябрь 2021г. маршрутная сеть авиакомпании охватила 130 стран мира.
Авиакомпания выполняет международные рейсы из Баку по следующим направлениям:
- Бишкек
- Багдад
- Люксембург
- Тбилиси
- Киев
- Кабул
- Стамбул
- Душанбе
- Дубай
- Милан
- Баграм
- Кандагар
- Шанхай
- Гонконг
- Актау
- Атырау
- Уральск
- Актобе
- Урумчи
- Франкфурт-на-Майне
- Ашхабад
- Тель-Авив
- Лондон
- Будапешт

## Флот

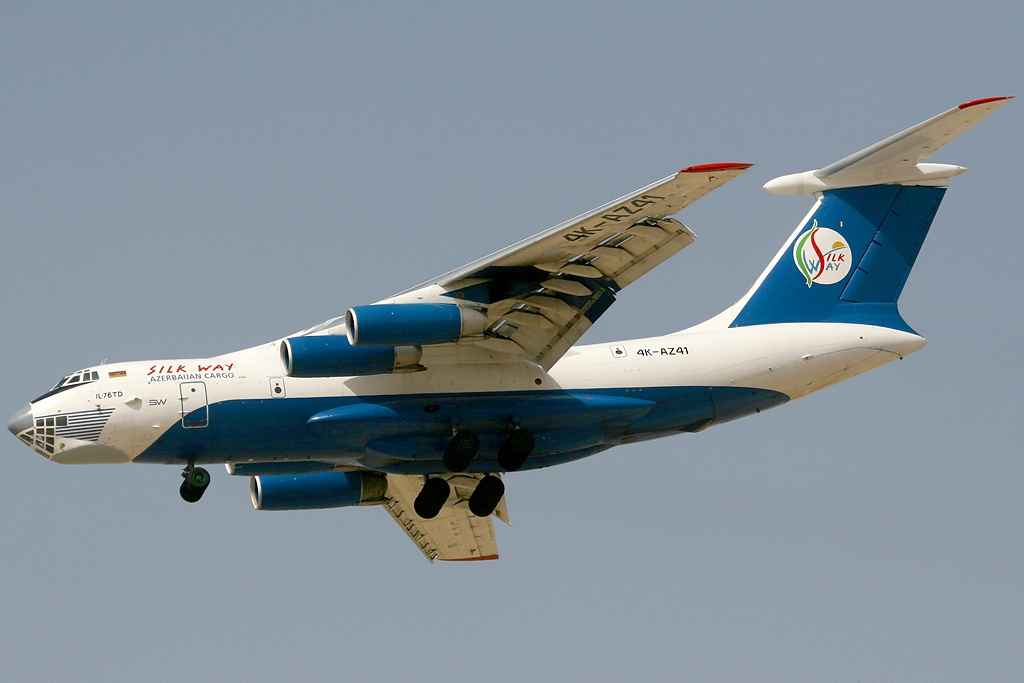
Ил-76ТД в Дубае в 2010 году.

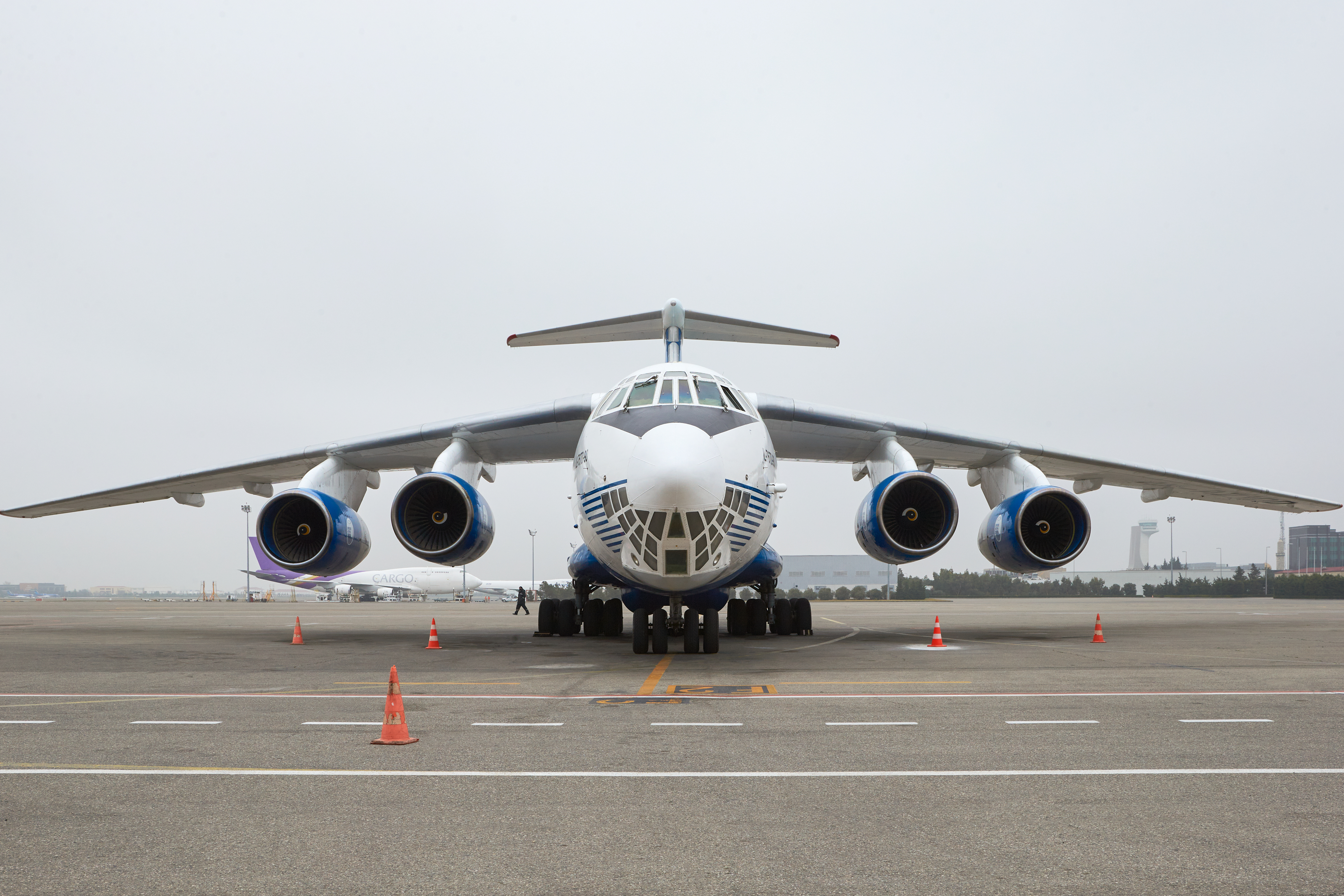
Баку, 2021

| Название   | Количество | Заказы | Примечания |
| ---------- | ---------- | ------ | ---------- |
| Ил-76МД    | 1          |        |            |
| Ил-76ТД    | 3          | —      |            |
| Ил-76ТД-90 | 2          | —      |            |
| Всего      | 6          | —      |            |

## Катастрофы
- 7 ноября 2002 года, самолёт Ан-12 (4K-AZ21), выполнявший рейс Silk Way Airlines Flight 4132, потерпел крушение в Чаде. Самолёт разрушился, экипаж (6 человек) выжил[2].
- 14 сентября 2004 года, у Ил-76ТД (4K-AZ31) спустя 11 минут после вылета из Баку произошёл взрыв в правом внутреннем  двигателе, также были повреждены внешний правый двигатель и фюзеляж. В результате, самолёт совершил вынужденную посадку в аэропорту Баку[3].
- 6 июля 2011 года, самолёт Ил-76ТД (регистрационный номер 4K-AZ55) разбился при столкновении с горой в 25 км от авиабазы Баграм в провинции Парван (Афганистан). Погибли 9 членов экипажа. Самолёт с 18 тоннами груза для контингента ISAF выполнял грузовой рейс из Баку в интересах НАТО[4][5].
- 18 мая 2016 года, Ан-12Б (4K-AZ25) потерпел крушение в Афганистане[6].

## Награды
В апреле 2021 года, южнокорейский аэропорт Инчхон удостоил Silk Way West Airlines (дочерняя компания Silk Way Airlines) «Грузовая авиакомпания 2020 года», признав компанию лучшим грузовым авиаперевозчиком с международным грузооборотом до 25 тысяч тонн.